# Набережна Орсе (фільм)
«Набережна Орсе́» (фр. Quai d'Orsay) — французька кінокомедія 2013 року, поставлена режисером Бертраном Таверньє. Стрічка є адаптацією однойменного французького коміксу Крістофа Блена та Антоніна Бодрі. Прем'єра відбулася 27 серпня 2013 році на Кінофестивалі франкомовного кіно в Ангулемі. Кінострічка була показана на Міжнародному кінофестивалі у Сан-Себастьяні у конкуренції за приз «Золота мушля». У січні 2014 на 39-й церемонії премії «Сезар»" фільм було номіновано у 3-х категоріях, в одній з яких — за найкращу чоловічу роль другого плану — Нільс Ареструп здобув перемогу .

## Сюжет
Артур Вламінк (Рафаель Персонас) – молодий випускник Національної школи адміністрації (НША). У житті йому часто таланило, ось і цього разу, відразу після випуску, йому вдалося влаштуватися на престижну роботу і обійняти таку посаду, про яку мріють багато його однолітків. Він влаштовується на роботу відповідальним за мовлення у Міністерстві закордонних справ, яке знаходиться в Парижі на Набережній Орсе. Насправді в його обов'язки входить написання промов міністру Олександру Таярд де Вормсу (Т'єррі Лермітт), який займає цілий кабінет у будівлі Міністерства, розташованому на набережній річки Орсе. Міністр постійно привертає увагу жіночої статі, але не лише своєю посадою і фінансовим становищем, а й особистими якостями, імпозантною зовнішністю і харизматичністю.
Завдяки тому, що у начальника Артура весела вдача, йому не доводиться нудьгувати на роботі, але його трохи наївні уявлення про те, що відбувається в державних установах, з часом зазнають змін. Артур побачив на власні очі та випробував на собі усі принади знаходження у вищих колах суспільства. Також йому довелося докладати значних зусиль, щоб зайняти своє місце в оточенні політика, вчитися ладнати з іншими людьми, що працюють на міністра і завжди бути напоготові, оскільки інтриги, плітки і моральні підніжки в його новому оточенні виявилися доволі частим явищем.

## У ролях
| Т'єррі Лермітт   | ···· | Олександр Тейард де Вормс, міністр закордонних справ      |
| Рафаель Персонас | ···· | Артур Вламінк, молодий випускник НША                      |
| Нільс Ареструп   | ···· | Клод Мопа, голова кабінету Міністерства закордонних справ |
| Бруно Рафаеллі   | ···· | Стефан Каю, радник у справах Близького Сходу              |
| Жулі Гайє        | ···· | Валері Дюмонтей, радник у справах Африки                  |
| Анаїс Демустьє   | ···· | Марина, наречена Артура                                   |
| Тома Шаброль     | ···· | Сільван Марке, радник у справах Європи                    |
| Тьєррі Фремон    | ···· | Гійом ван Ефентен, радник у справах Америки               |
| Марі Бунель      | ···· | Мартін                                                    |
| Дідьє Безас      | ···· | Жан-Поль Франсуа                                          |
| Жан-Марк Руло    | ···· | Бертран Кастела                                           |
| Джейн Біркін     | ···· | Моллі Гатчінсон, лауреат Нобелівської премії з літератури |
| Соня Роллан      | ···· | Наталі                                                    |
| Бертран Таверньє | ···· | тележурналіст (голос)                                     |

## Визнання

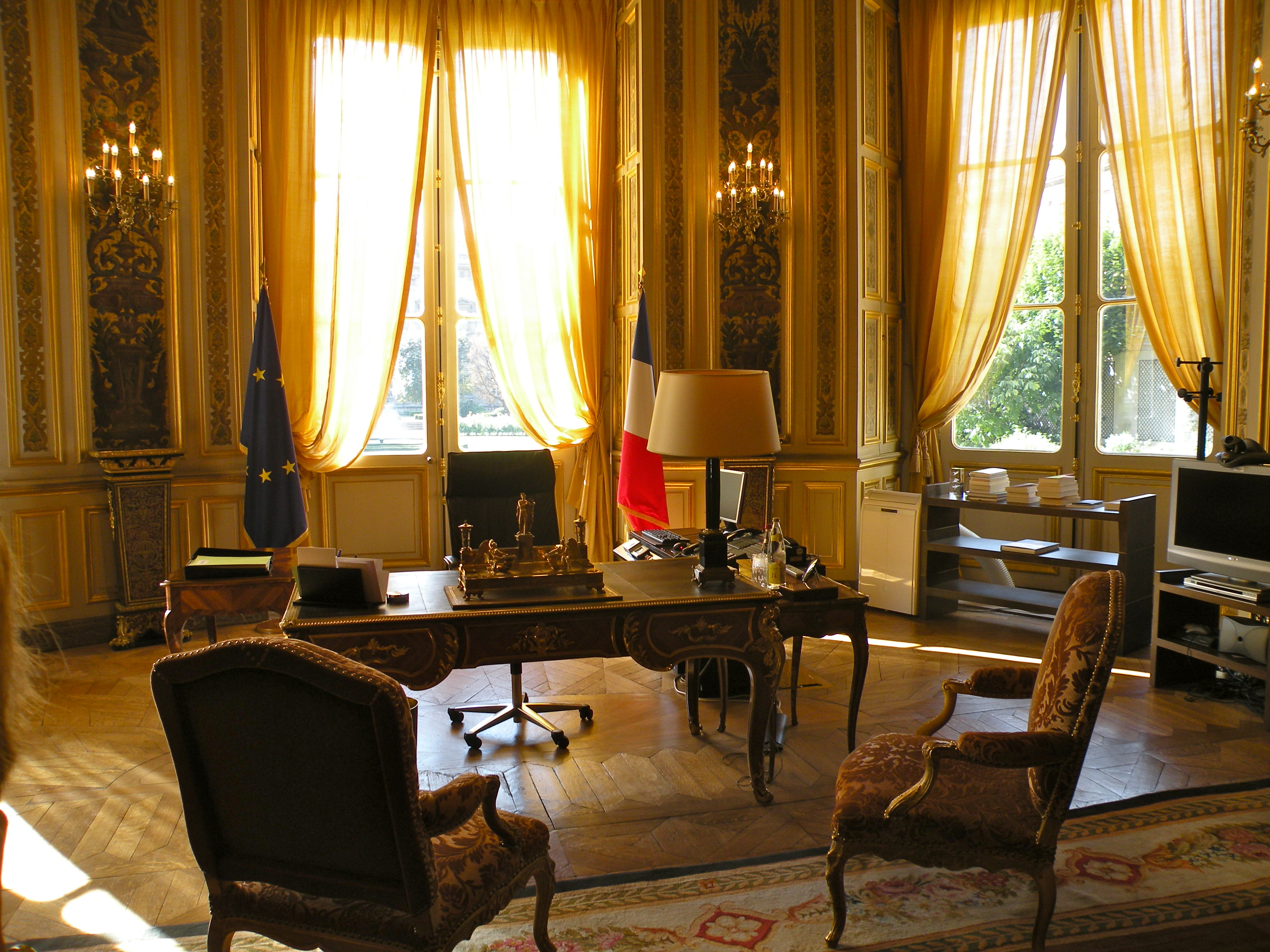
Кабінет міністра

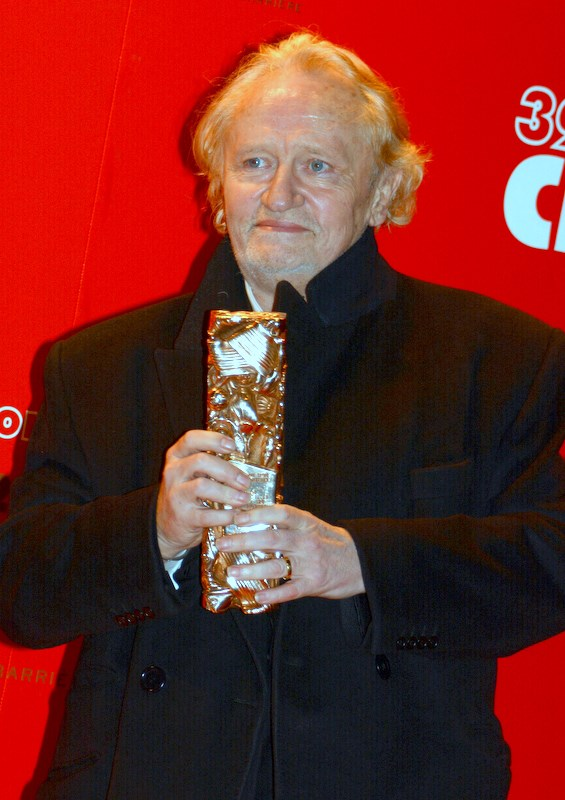
Нільс Ареструп на церемонії вручення Сезара за роль Клода Мопа (2014)

| Нагороди та номінації фільму «Набережна Орсе» | Нагороди та номінації фільму «Набережна Орсе» | Нагороди та номінації фільму «Набережна Орсе» | Нагороди та номінації фільму «Набережна Орсе» | Нагороди та номінації фільму «Набережна Орсе» | Нагороди та номінації фільму «Набережна Орсе» |
| Рік                                           | Кінофестиваль/кінопремія                      | Категорія/нагорода                            | Номінант                                      | Результат                                     |                                               |
| --------------------------------------------- | --------------------------------------------- | --------------------------------------------- | --------------------------------------------- | --------------------------------------------- | --------------------------------------------- |
| 2013                                          | Міжнародний кінофестиваль у Сан-Себастьяні    | Золота мушля за найкращий фільм               | Набережна Орсе                                | Номінація                                     |                                               |
| 2013                                          | Міжнародний кінофестиваль у Сан-Себастьяні    | Найкращий сценарій                            | Крістоф Блен, Абель Ланзак, Бертран Таверньє  | Перемога                                      |                                               |
| 2014                                          | Премія «Люм'єр»                               | Найкращий фільм                               | Набережна Орсе                                | Номінація                                     |                                               |
| 2014                                          | Премія «Люм'єр»                               | Найкращий режисер                             | Бертран Таверньє                              | Номінація                                     |                                               |
| 2014                                          | Премія «Люм'єр»                               | Найкращий актор                               | Т'єррі Лермітт                                | Номінація                                     |                                               |
| 2014                                          | Премія «Люм'єр»                               | Найкращий молодий актор                       | Рафаель Персонас                              | Перемога                                      |                                               |
| 2014                                          | Премія «Люм'єр»                               | Найкращий сценарій                            | Крістоф Блен, Абель Ланзак, Бертран Таверньє  | Номінація                                     |                                               |
| 2014                                          | Премія «Люм'єр»                               | Найкращий кінооператор                        | Жером Альмера                                 | Номінація                                     |                                               |
| 2014                                          | Премія «Сезар»                                | Найкращий адаптований сценарій                | Крістоф Блен, Абель Ланзак, Бертран Таверньє  | Номінація                                     |                                               |
| 2014                                          | Премія «Сезар»                                | Найкращий актор другого плану                 | Нільс Ареструп                                | Перемога                                      |                                               |
| 2014                                          | Премія «Сезар»                                | Найкраща акторка другого плану                | Жулі Гайє                                     | Номінація                                     |                                               |
| 2014                                          | Кришталевий глобус                            | Найкращий актор                               | Нільс Ареструп                                | Номінація                                     |                                               |